# Luis Gleisner Wobbe
Luis Gleisner Wobbe (* 22. Februar 1936 in Iquique) ist ein chilenischer Geistlicher und emeritierter Weihbischof in La Serena.

## Leben
Luis Gleisner Wobbe empfing am 11. August 1963 die Priesterweihe für das Opus Dei.
Papst Johannes Paul II. ernannte ihn am 3. Juli 1991 zum Weihbischof in Rancagua und Titularbischof von Mididi. Die Bischofsweihe spendete ihm der Bischof von Valparaíso, Jorge Arturo Augustin Medina Estévez, am 15. August desselben Jahres; Mitkonsekratoren waren Adolfo Rodríguez Vidal Opus Dei, Bischof von Los Ángeles, und Eladio Vicuña Aránguiz, Alterzbischof von Puerto Montt.
Am 10. Juli 2001 wurde er zum Weihbischof in La Serena ernannt.
Papst Franziskus nahm am 21. November 2014 seinen altersbedingten Rücktritt an.